# فرودگاه بین‌المللی هیلو
فرودگاه بین‌المللی هیلو (به انگلیسی: Hilo International Airport) یک فرودگاه همگانی مسافربری با کد یاتا ITO است که یک باند فرود آسفالت دارد و طول باند آن ۱۷۰۷ متر است. این فرودگاه در کشور ایالات متحده آمریکا قرار دارد و در ارتفاع ۱۲ متری از سطح دریا واقع شده‌است.

## شرکت‌های هواپیمایی و مقصدهای پروازی

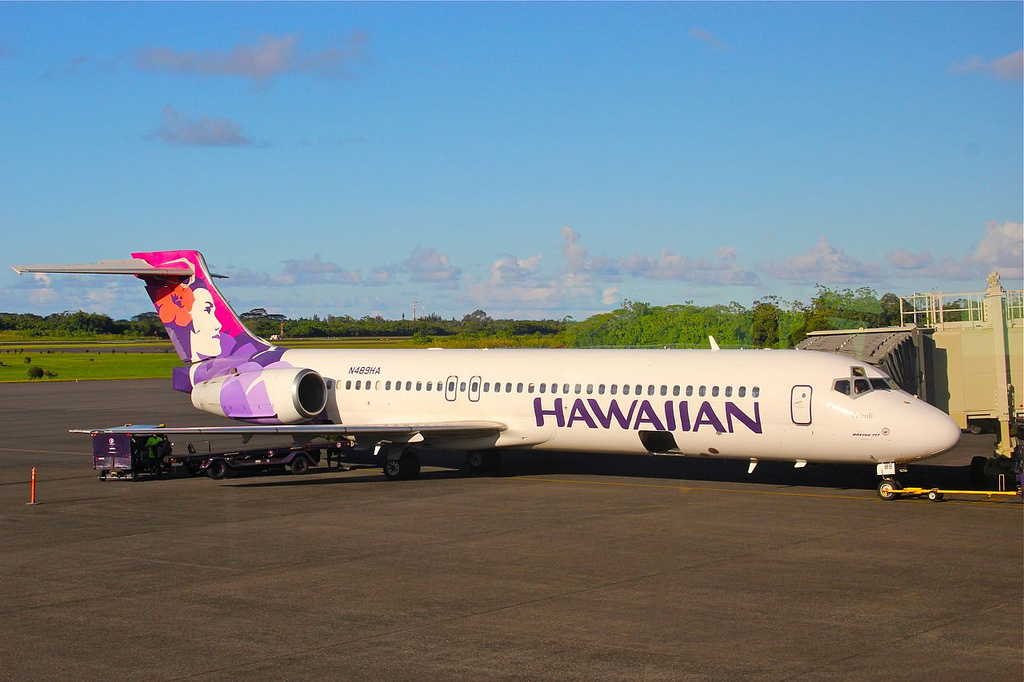
فرودگاه بین‌المللی هیلو

### مسافری
| شرکت‌های هواپیمایی                            | مقصدهای پروازی              |
| -------------------------------------------- | --------------------------- |
| Hawaiian Airlines                            | بین الملی هونولولو، کاهولوی |
| ʻOhana by Hawaiian اجرا توسط Empire Airlines | کاهولوی                     |
| یونایتد ایرلاینز                             | لس‌آنجلس                     |

### باری
| شرکت‌های هواپیمایی | مقصدهای پروازی                    |
| ----------------- | --------------------------------- |
| Aloha Air Cargo   | بین الملی هونولولو، کاهولوی، کونا |
| Transair          | بین الملی هونولولو، کاهولوی       |